# 源重信
源 重信（みなもと の しげのぶ）は、平安時代中期の公卿。宇多天皇の皇子である式部卿・敦実親王の四男。官位は正二位・左大臣、贈正一位。六条左大臣と号す。

## 経歴
承平4年（934年）12歳にして昇殿を許された。年月不詳ながら源朝臣の氏姓を賜る。承平7年（937年）二世孫王待遇の蔭位により従四位下に直叙される。天慶3年（940年）殿上人となり、天慶4年（941年）侍従に任ぜられる。その後いったん殿上人から外れ、左馬頭に美作守を兼ね、天暦5年（951年）従四位上に昇叙。同年殿上人に復し、右近衛権中将となる。天暦9年（955年）左兵衛督に転じる。
天暦11年（957年）修理大夫任官。天徳4年（960年）参議に任ぜられ公卿に列したが、その後も修理大夫を長く兼帯した。応和元年（961年）内裏造営に功があったとして正四位下、応和3年（963年）にはさらに追加の褒賞として従三位に叙せられ、順調な昇進をとげた。
安和2年（969年）に起きた安和の変により左大臣源高明が失脚すると、その女婿であった重信にも累が及び、昇殿をとどめられた。しかし官位昇進には支障はなく、安和3年（970年）大蔵卿を兼ね、天禄3年（972年）に権中納言に昇進、天禄4年（973年）には再び昇殿を許された。
天延2年（974年）皇太后昌子内親王の皇太后宮大夫となる。同年朔旦冬至の叙位により正三位に昇叙、天延3年（975年）中納言、貞元3年（978年）大納言と昇進した。天元2年（979年）には、長岡頓宮への行幸に供奉した褒賞として、文官でありながら帯剣して参内することを許された。天元4年（981年）従二位昇叙。同年上賀茂神社・平野神社への行幸をとりしきった功により正二位となる。
その後は大臣に空席ができなかったため、長く大納言に留まる。この間、天元6年（983年）に按察使を兼ね、また寛和2年（986年）昌子内親王が太皇太后に転じたため太皇太后宮大夫となっている。同年、従一位昇叙を辞退し、代わって息子の相方が正四位下に叙せられている。正暦2年（991年）に至って、兄・雅信に遅れること14年にして、右大臣に任ぜられ、雅信と兄弟で左右大臣を占めた。正暦5年（994年）前年に死去した雅信のあとを受けて左大臣に昇進する。同年、一条天皇の践祚にともない居貞親王（のちの三条天皇）が皇太子となると、その東宮傅を兼ねた。
正暦6年（995年）5月8日、病没。享年74。5月26日、正一位を追贈された。

## 人物
恋愛ごとは不得手であったが、若々しく愛敬があり人なつっこい性格であったことから、若い頃、兄・雅信にも増して村上天皇にかわいがられたという。父・敦実親王に似て音楽に秀で、笙・笛を得意とした。
重信が所有していた宇治の別荘は、没後に姪の婿であった縁で藤原道長に買い取られ、のちにその息子・頼通に伝えられて平等院となった。 

## 逸話
修理大夫を務めていた頃、出家して仁和寺に住んでいた父・敦実親王のご機嫌伺いに訪問する際、往路は内裏の東側（東大宮大路）・北側（一条大路）、復路は内裏の西側（西大宮大路）・南側（二条大路）と、行き帰りの行路を利用して内裏の周囲を見て回り、破損している場所があれば修理したという。

## 官歴
『公卿補任』による。
- 承平4年（934年） 12月28日：聴昇殿
- 承平7年（937年） 正月7日：従四位下（直叙）
- 天慶3年（940年） 9月12日：昇殿
- 天慶4年（941年） 3月28日：侍従
- 天慶8年（945年） 11月25日：左馬頭
- 天暦2年（948年） 正月30日：兼美作守
- 天暦5年（951年） 正月7日：従四位上。12月4日：昇殿。12月30日：右近衛権中将[注釈 1]
- 天暦6年（952年） 正月11日：美濃権守
- 天暦9年（955年） 7月24日：左兵衛督
- 天暦11年（957年） 4月25日：兼内蔵権頭。9月17日：修理大夫
- 天徳4年（960年） 8月22日：参議、修理大夫如元
- 応和元年（961年） 正月25日：兼備中守。12月6日：正四位下（造宮賞）[注釈 2]
- 応和2年（962年） 正月22日：兼近江権守
- 応和3年（963年） 正月7日：従三位（造宮功多仍追加賞者）
- 康保4年（967年） 正月23日：兼播磨権守
- 安和元年（968年） 11月：播磨守（譲兄雅信卿）
- 安和2年（969年） 3月6日：止昇殿（依左大臣事也、彼公聟也）
- 安和3年（970年） 正月25日：兼伊予権守。正月28日：兼大蔵卿
- 天禄3年（972年） 閏2月29日：権中納言
- 天禄4年（973年） 2月7日：如元昇殿
- 天延2年（974年） 9月23日：兼皇太后大夫（皇太后・昌子内親王）。11月18日：正三位（朔旦）
- 天延3年（975年） 正月26日：中納言
- 貞元3年（978年） 10月2日：大納言、大夫如元
- 天元2年（979年） 3月28日：勅授帯剣（行幸日長岡頓宮賜之）
- 天元4年（981年） 正月7日：従二位。2月20日：正二位（賀茂平野行幸行事賞、越朝光済時）
- 天元6年（983年） 正月29日：按察使
- 寛和2年（986年） 7月5日：太皇太后宮大夫（太皇太后・昌子内親王）。10月11日：可従一位、而男相方叙正四位下
- 正暦2年（991年） 9月7日：右大臣
- 正暦5年（994年） 8月28日：左大臣。9月7日：皇太子傅（皇太子・居貞親王）
- 正暦6年（995年） 5月8日：薨去（左大臣正二位）。5月26日：贈正一位

## 系譜
- 父：敦実親王
- 母：藤原時平の娘
- 妻：藤原朝忠の娘
  - 長男：源致方（951-989）
  - 男子：源相方（?-998?）
- 妻：源高明の娘
  - 五男：源道方（968-1044）
  - 男子：源宣方（?-998）
  - 男子：源乗方
- 妻：藤原師輔の娘
- 妻：藤原頼忠の娘
  - 女子：藤原隆家室
- 生母不詳の子女
  - 女子：